# Aparatus (zbiór opowiadań)
Aparatus – zbiór opowiadań autorstwa Andrzeja Pilipiuka wydany w listopadzie 2011 roku. W tym samym czasie wyszedł także w formie audiobooka i e-booka. 
W skład książki wchodzi osiem utworów, z których każdy stanowi osobny rozdział. Wśród nich jest też opowiadanie tytułowe, czyli Aparatus. Pozostałe opowiadania to Choroba białego człowieka, Dzwon Wolności, Księgi drzewne, Ostatni biskup, Ośla opowieść, Staw i Za kordonem. Lwów. Cztery z nich są przedrukami. Ilustracje do tego wydania, włącznie z okładką, wykonał Daniel Grzeszkiewicz.
Historie zawarte w zbiorze, choć nie są ze sobą powiązane chronologicznie czy fabularnie, czasami łączą postacie głównych bohaterów – doktora Pawła Skórzewskiego lub kolekcjonera – antykwariusza Roberta Storma. Postacie te przewijają się i w innych zbiorach opowiadań autorstwa Andrzeja Pilipiuka. Zbiór jest zaliczany jako tom 4 cyklu Światy Pilipiuka wydawanego przez Fabrykę Słów. Książka doczekała się wznowienia w listopadzie 2018 roku.

## Fabuła
Trzy opowiadania (Choroba białego człowieka, Dzwon Wolności i Ostatni biskup) łączy postać doktora Pawła Skórzewskiego, polskiego lekarza z rosyjskiego zaboru. W Chorobie białego człowieka Skórzewski poszukuje zaginionej załogi kutra badawczego. W Dzwonie Wolności, prowadząc szczepienia ochronne na Syberii, natrafia na ślad legendarnego dzwonu, którego dźwięk ma być sygnałem upadku dynastii carskiej. W Ostatnim biskupie natomiast spotyka się z prawosławną sektą.  
Trzy inne opowiadania łączy z kolei postać współczesnego polskiego kolekcjonera i antykwariusza, Roberta Storma. Są to Aparatus, Ośla opowieść i Księgi drzewne. W tytułowym Aparatusie Storm próbuję rozwiązać zagadkę nietypowej pozytywki. W Oślej opowieści mierzy się z tajemnicą nieistniejących już osłów liparyjskich. W Księgach drzewnych z kolei bohater szuka legendarnego świerku lutniczego.
Opowiadanie Za kordonem. Lwów porusza temat lwowskiej szkoły matematyki. Bohaterem opowiadania jest agent w zajętym przez Rosjan Lwowie, wkrótce po wojnie, szukający cennego wynalazku (zaawansowanej prądnicy).
Akcja opowiadania Staw  jest umiejscowiona w okupowanej Warszawie (w Łazienkach) podczas II Wojny Światowej.

## Recenzje
Książkę zrecenzował Paweł Dunin-Wąsowicz w czasopiśmie „Lampa”. Recenzent zaliczył zbiór do gatunku weird fiction, gdyż połowa tekstów nie zawiera elementów typowo fantastycznych. Ocenił go pozytywnie, aczkolwiek wytykając pewne mankamenty, pisząc: „jeśli zamknie się uszy na pryncypialny ton narracji i zmruży oczy, by pocienić grubą krechę, jaką rysuje autor bolszewików i hitlerowców, można docenić pokłon, jaki narrator składa wszelkim regionalistom, archeologom i etnografom”. Recenzent pochwalił zwłaszcza Oślą opowieść jako "piękny hołd złożony autorowi Pinokia".
Agnieszka Szady zrecenzowała książkę dla fanzinu „Esensja”. Zbiór oceniła „na 60% albo 80% dla fanów pisarza”. Pisząc o opowiadaniu Za kordonem. Lwów, pochwaliła tło (ponure losy okupowanego miasta), skrytykowała jednak fabułę jako "potraktowaną po macoszemu". Pochwaliła Oślą opowieść za ciekawe rozwiązanie, i zauważyła, że większość opowieści o Stormie ma bardzo niewiele elementów fantastycznych, nazywając je "raczej sentymentalnymi wariacjami na temat uroku przedmiotów sprzed lat". Księgi drzewne skrytykowała za zakończenie (niepotrzebnie dodany sztuczny element fantastyczny). Za najlepsze opowiadanie zbioru uznała Staw, pisząc, że jest to opowiadanie grozy, w którym „Pilipiuk za pomocą prostych środków tworzy niesamowity, hipnotyzujący klimat – którego nie jest w stanie popsuć nawet umieszczony w puencie [ciężki] dowcipas”.
Krzysztof Księski zrecenzował książkę dla portalu Paradoks. Pisząc o opowiadaniach, których bohaterem jest Storm, zwrócił uwagę, że są pisane „z jego perspektywy, w pierwszej osobie liczby pojedynczej. To novum w prozie Pilipiuka”, a także uznał Storma za alter ego samego autora. Opowiadania uznał za zasadniczo ciekawe i interesujące, choć „pointy wymyślone przez Pilipiuka mają różną jakość”. Za najlepszy element, wspólny wszystkim tekstom, uznał widoczne w nich „umiłowanie autora do dawnych czasów”. Uznał książkę za „pozycję wartą uważnego przeczytania”, choć „nie dla każdego” – pozbawioną „wartkiej akcji, efektownych bohaterów i zjawiskowych efektów” ale w zamian przedstawiającą wielokrotnie „niezwykłą podróż, pełną niewyjaśnionych tajemnic” i tematów, które są „intrygujące i zachęcają do własnych poszukiwań”.
Michał Gola zrecenzował książkę dla portalu Poltergeist. Recenzent odniósł się do zbioru pozytywnie, pisząc, że choć „zawarte w nim teksty nie są arcydziełami, to potrafią przykuć uwagę, zainteresować i wciągnąć. Oraz dostarczyć dużo dobrej zabawy” a także, że jest to „mieszanina tekstów średnich i całkiem niezłych, z jednym kiepskim wyjątkiem”, i oceniając zbiór na 7 w skali 10. Za jedno z najlepszych opowiadań w zbiorze uznał Za kordonem. Lwów, chwaląc je za nastrój i akcje. Pochwalił tytułowego Aparatusa za nastrój i „wspaniałe, urzekające nostalgicznym nastrojem zakończenie”. Pozytywnie ocenił też Chorobę białego człowieka i Dzwon Wolności – jako wciągające i nastrojowe, zwracając uwagę, że zwłaszcza to pierwsze bliskiej jest horrorowi i jest emocjonujące, aczkolwiek równocześnie skrytykował te utwory jako niespecjalnie oryginalne. Księgi drzewne ocenił jako mieszane – przyjemne, ale zepsute przez „wprowadzony na koniec wątek fantastyczny, pasujący do całości jak wół do karety”. Podobnie mieszane odczucia recenzent miał w stosunku do opowiadania Staw, które opisał jako „horror utrzymany w konwencji czarnego humoru, zahaczający momentami o makabreskę”, chwaląc je jako ciekawe, ale krytykując elementy komiczne (przerysowane stereotypy i makabryczne żarty sytuacyjne). Oślą opowieść skrytykował z powodu niezbyt zaskakującego zakończenia, negatywnie ocenił też Ostatniego biskupa (jako po prostu nudne od początku do końca). 
Jagna Rolska zrecenzowała książkę dla „Fahrenheita”. Za najlepsze opowiadanie zbioru uznała opowiadanie grozy Staw, pozytywnie oceniła też utrzymanego w podobnym klimacie Ostatniego biskupa (aczkolwiek uznała je za nieco mniej udane od Stawu) i Oślą opowieść jako „swobodną i nietypową interpretację pewnej ogólnie znanej bajki”. Wszystkie trzy opowiadania o Skórzewskim oceniła jako „zdecydowanie dobre”. Pochwaliła poziom prozy („Język świetny, jak to u Pilipiuka”), konstrukcję fabuły i opracowanie graficzne tomu, podsumowując, że tom to „potwierdzenie... wysokiej klasy [autora] i gwarancja udanej lektury”.
Adam Szymonowicz zrecenzował książkę dla portalu Katedra. Ocenił ją pozytywnie jako będącą „najdojrzalszym dziełem autora, świadectwem niepospolitego talentu i drzemiących w nim możliwości”, a przedstawione opowiadania jako „niezapomnianą lekcję historii”. Zwrócił też uwagę na różnice stylistyczne między opowiadaniami o Skórzewskim a Stormem – te pierwsze bardziej przygodowe, te drugie raczej „sentymentalne, nieśpieszne”.